# Joe Ledley
Joseph Christopher "Joe" Ledley, född 23 januari 1987, är en walesisk fotbollsspelare som spelar för Newport County. Han spelar mest som defensiv innermittfältare, men kan också spela på högerkanten. Joe Ledley har representerat Wales U21-landslag och Wales seniorlandslag.

## Klubbkarriär
Ledley har varit ett troget "Bluebirds"-fans sedan han var liten. 2004 debuterade han i a-laget mot MK Dons i en match som Cardiff vann med 4-1. Det året gjorde även 1-0 målet i FA-cupsemifinalen mot Barnsley FC. I finalen spelade han då Cardiff föll mot Portsmouth med 1–0, målet gjorde Kanu. Sommaren 2010 lämnade han Cardiff City för Celtic. 
Den 6 december 2019 skrev Ledley på ett korttidskontrakt med Charlton Athletic.

## Statistik i Cardiff
- Ligan: 229 matcher 27 mål.
- FA-cup-statistik: 14 matcher 2 mål.
- Liga-cup-statistik: 13 matcher 1 mål.